# Pater Sergius
|  | For den sovjetiske filmatisering fra 1978 af Tolstojs roman, se Otets Sergij |
Pater Sergius (russisk: Отец Сергий, translit.: Otets Sergij) er en russisk stumfilm fra 1918 instrueret af Jakov Protasanov.
Filmen er baseret på Lev Tolstojs novelle af samme navn. Filmatiseringen af Tolstojs novelle blev nægtet under zarens regering, men efter oktoberrevolutionen i 1917 var det muligt at indspille filmen.
Filmen havde dansk premiere i Palads Teatret den 24. februar 1920.

## Medvirkende
- Ivan Mosjoukine som Kasatskij
- Olga Kondorova som Korotkova
- V. Dzjenejeva som Maria
- Vladimir Gajdarov som Nikolaj I
- Nikolaj Panov